# 本岩孝之
本岩 孝之（もといわ たかゆき、(生年月日は非公開) - ）は、熊本県八代市出身の日本のクラシック歌手、声楽家。日本では数少ないカウンターテナー歌手でありながら、バス、バリトン、テノールまでの声域を誇る。

## 略歴
東京学芸大学教育学部D類音楽科卒業（バリトン及びテノール専攻）、のち東京藝術大学音楽学部声楽科卒業（テノール専攻）、東京藝術大学大学院修士課程古楽科バロック声楽専攻修了（カウンターテナー専攻）。バス及びバリトンを佐藤幹一に、テノールを森恭子、森眞一、平和孝嗣、嶺貞子、荒道子、鈴木寛一、天野秋雄、パリデ・ヴェントゥーリに、カウンターテナーを野々下由香里に師事。